# Pelophylax bedriagae
La rana verde levantina (Pelophylax bedriagae), anteriormente pertenecía al género Rana como una subespecie de Rana ridibunda, es un anuro del Mediterráneo oriental (Grecia, Chipre) la costa de Asia occidental (Turquía, Siria, Líbano, Israel, Jordania, Egipto). Su coloración va de pardo a verde con manchas oscuras en los laterales. Son principalmente acuáticas, y las hembras alcanzan un tamaño grande. Se ha introducido en algunos países como Malta. Al inicio se mantenía como mascota, pero el la década de los 90 se han introducido deliberadamente en numerosos lugares como en charcas de agua dulce de Gozo. En estos lugares es una especie muy prolífica e invasora.

## Referencias

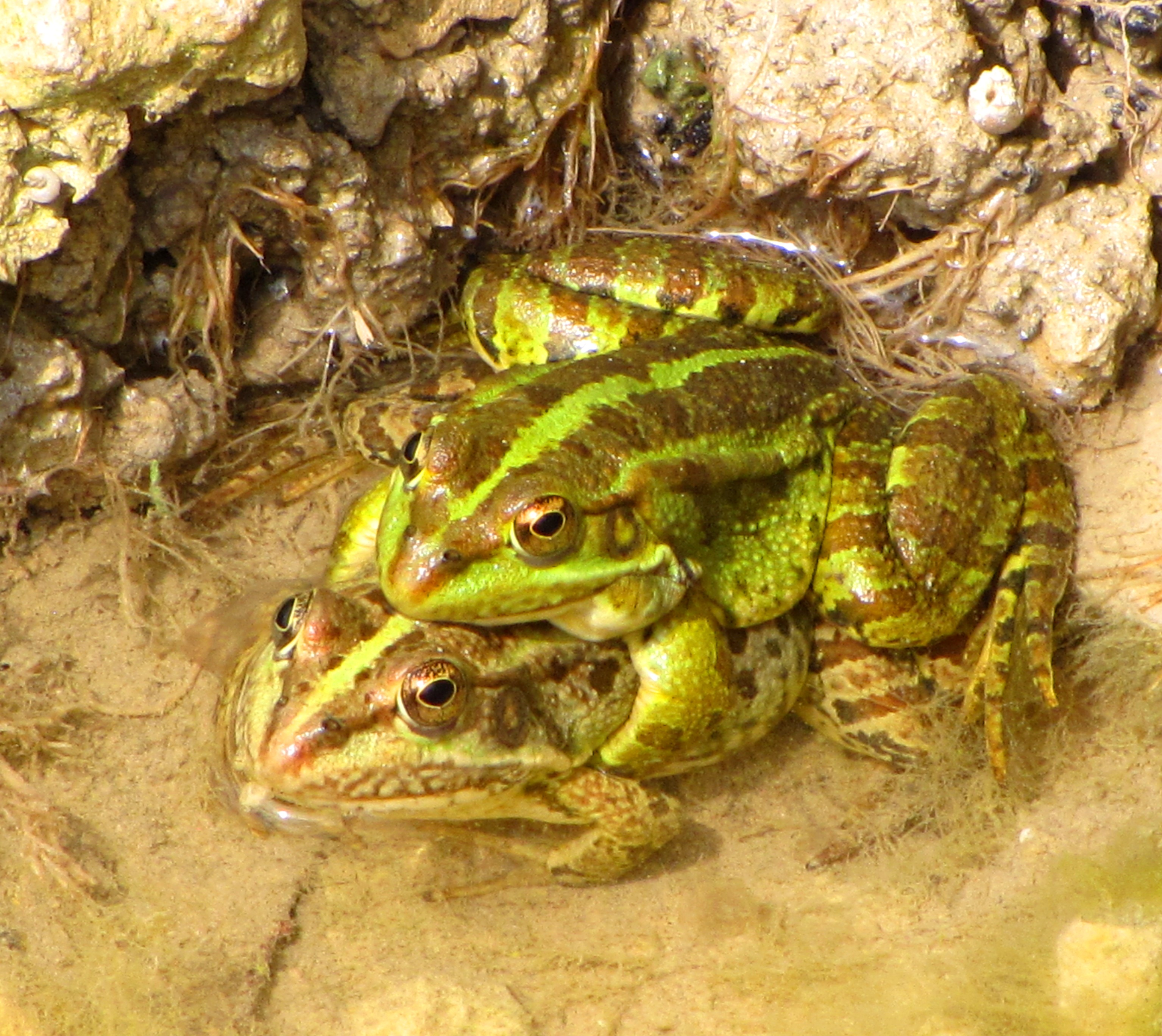
pareja en amplexo

## Publicación original
- Camerano, 1882 "1881" : Recherches sur les variations de la Rana esculenta et du Bufo viridis dans le Bassin de la Méditerranée. Comptes Rendus de l'Association Française pour l'Avancement des Sciences, Paris, vol. 10, p.680-690 (texto íntegro).